# Merweville
Merweville è una cittadina sudafricana situata nella municipalità distrettuale di Central Karoo nella provincia del Capo Occidentale.

## Geografia fisica
Il piccolo centro abitato sorge nel Karoo a circa 105 chilometri a sud-ovest di Beaufort West.